# 姆班达卡
姆班达卡，旧称科基拉维尔（Coquilhatville），刚果民主共和国赤道省首府。刚果河流经该市。
官方语言为林加拉语。赤道线穿过市区。人口729,257 (2004年资料) 。建于1883年。港口繁忙。橡胶、可可、棕仁、木材贸易颇盛。多榨油、锯木和可可加工厂，还有修船厂。金沙萨至基桑加尼航运段的重要中转站。附近有著名的埃拉植物园。有航空站。
0°02′55″N 18°15′37″E / 0.0486°N 18.2603°E